# Pierrepont (Calvados)
Pierrepont è un comune francese di 94 abitanti situato nel dipartimento del Calvados nella regione della Normandia.

## Società

### Evoluzione demografica
Abitanti censiti